# 三相点

在相圖中，固相、液相、氣相共存的三相點

在相圖中，固相、液相、氣相共存的三相點

水的相图，包括高压时冰的多种固态，可见水的三相点。注意图中纵轴压力为对数坐标

三相點是指在熱力學裏，使一種物質三相（气相、液相、固相）达到热力学平衡共存时的一组温度和壓强數值。比如，水的固-液-氣-三相點是0.01℃（273.16K）及611.73Pa （约等于标准大气压101.325kPa的千分之六）。汞的三相点是−38.8344 °C及0.2MPa。物質的三相點可以用三相池來測量。
水的固-液-气-三相点曾经被用於定义國際單位制基本單位中的熱力學溫標。在此定义下，水的固-液-气-三相点温度（273.16K，0.01°C）不是测量值，而是真实值。但2019年国际单位制定义改变后，水的三相点成为测量值。其他几种物质的三相点也用于定义国际温标，如氢（13.8033 K）。
如果物质有多种固相和液相，测相图上相邻的相之间都会形成三相点。许多固体（如铁、冰）在不同温度和压力下会有不同的固相，因此有多个三相点。氦-4是唯一有两种液相（低温下液氦发生二级相变）的物质，所以氦-4虽然没有固-液-气-三相点，但有液-液-气-三相点：2.177 K, 5.043 kPa。

水的相圖，包括高壓時冰的多種固態，可見水有多個三相點。注意圖中縱軸壓強為對數坐標